# Miguel Ángel Cortés Urbano
Miguel Ángel Cortés Urbano (Granada, 26 de enero de 1972) es un guitarrista flamenco español.  Se inició en el mundo flamenco por tradición familiar, actuando por primera vez en público a los 8 años en la Zambra del Sacromonte. A lo largo de su carrera ha acompañado a diferentes figuras del baile flamenco, entre ellas Antonio Canales y Juan Andrés Maya. Ha acompañado con la guitarra a numerosos cantaores: José de la Tomasa, José Mercé, Argentina, Esperanza Fernández, Rocío Márquez, Estrella Morente y Carmen Linares.  En el año 2014 obtuvo el premio Giraldillo al toque de la Bienal de Flamenco, por su madurez en todas las facetas de la guitarra flamenca. Ha realizado numerosas grabaciones discográficas, tanto en solitario como asociado a otros artistas.

## Discografía
- Omega, 1996. Colaboración con Enrique Morente y el grupo Lagartija Nick.
- Patriarca, 1998. En solitario.
- Bordón De Trapo, 2006. En solitario.
- El calvario de un genio, 2014. En solitario. El título del disco hace referencia al último tema por tientos dedicado a Federico García Lorca.
- Lo Cortés no quita lo Gallardo, 2015. En colaboración con José María Gallardo del Rey.[5]